# Гайдебуров Василь Павлович
Васи́ль Па́влович Гайдебу́ров (* 1866 — 1940) — російський письменник українського походження, поет, журналіст, редактор. Титулярний радник.

## Життєпис
Василь Гайдебуров походив із шляхетського українського роду, предком якого був Гайдабура — курінний отаман у Запорозькій Січі. Батько — російський громадський діяч, народник, публіцист, журналіст, літератор, редактор Павло Олександрович Гайдебуров. У матері, Емілії Карлівни, було німецьке походження. Молодший брат Василя Павло Гайдебуров (1877–1960) — народний артист РРФСР, актор і режисер.
Закінчивши у 1891 році юридичний факультет Санкт-Петербурзького університету, а пізніше й магістратуру на кафедрі державного права цього ж вишу, Василь Гайдебуров деякий час служив штатним кандидатом при Кронштадтському військово-морському суді.
Ще гімназистом (перші публікації датовані 1883 роком) Павло Гайдебуров почав друкуватися в очолюваній його батьком щотижневій газеті рос. «Недѣля» — органі ліберальних народників.
З 1894 року, після смерті батька став редактором-видавцем «Недѣли» і щомісячного додатку до неї — «Книжки „Недѣли“», а 1901 року ці видання перестали виходити через утиски цензури.
Цього ж таки 1901 року припинили діяльність видання, які заснував Василь Гайдебуров: щоденна газета рос. «Русь» (заснована 1897 року) і щотижневик рос. «Новое дѣло».
Василь Гайдебуров — автор декадентських віршів, які публікував під псевдонімом «рос. Гарри». У 1914 році видав збірки віршів з присвятою російському народу рос. «Красные маки» та рос. «Цвѣты надъ обрывомъ».
У 1917–1918 роках виступав у пресі з роботами в галузі земельного права та проблем кооперації, викладав у Кооперативному інституті в Петрограді. 1917 року опублікував книжку рос. «Угрожаетъ ли Финляндіи обрусѣніе?».
Був одружений. Дружина — Яніна Богданівна Гайдебурова. У 1930-ті працював юрисконсультом у Мурманську.

## Твори
- «Стихи». СПб.: Изд. Передвижного театра П. П. Гайдебурова и Н. Ф. Скарской, 1913. — 106 с., збірка поезій
- «На славянскомъ Западе», 1894, дорожні нариси
- «Красные маки: Стихотворенія русскому народу». СПб.: Тип. М. Меркушева, 1914. — 50 с., збірка поезій
- «Цвѣты надъ обрывомъ», СПб.: Тип. М. Меркушева, 1914. — 146 с., збірка поезій
- «Угрожаетъ ли Финляндіи обрусѣніе?», 1917, публіцистика
- «Соціальная природа прибыли», 1917, публіцистика
- «Классовая борьба и соціальная солидарность», 1917, публіцистика
- «Земельная тѣснота, раздѣлъ земли и кооперація», публіцистика